# Lagoa do Escampadouro
A Lagoa do Escampadouro é uma lagoa portuguesa, localizada na ilha açoriana da Terceira, arquipélago dos Açores. Esta lagoa encontra-se sensivelmente no centro da ilha Terceira.